# Robert II Keith
Pour les articles homonymes, voir Robert II.
Robert Keith (mort le 11 août 1332) est un chevalier, diplomate, et maréchal écossais qui a commandé les forces de Robert Bruce à la bataille de Bannockburn.

## Biographie
Sous le règne de Malcolm IV au XIIe siècle, le titre de maréchal d'Écosse est attribué aux ancêtres de Robert Keith. Ce titre est héréditaire et est finalement hérité par Robert lorsque son père William meurt en 1293. Robert Keith accomplit avec sérieux son nouveau poste dès sa jeunesse et reçoit l'administration judiciaire des terres situées au-delà du Forth. Il est capturé par les Anglais en 1300 au cours d'une escarmouche près de la Cree. Il est de retour en Écosse en 1308, sans doute après le paiement d'une rançon, et est présent en mars 1309 au tout premier Parlement du roi Robert Bruce à St Andrews.
Keith est l'un des plus expérimentés des généraux qui aident Robert Bruce à combattre les Anglais. Il charge ainsi plusieurs espions d'infiltrer la cour du roi d'Angleterre Édouard II pour obtenir des informations concernant la puissance de son armée. Lors de la bataille de Bannockburn en 1314, Keith commande environ 500 cavaliers bien qu'il ait sans doute combattu à pied les Anglais. Le maréchal affronte les archers anglais, qui ont su par le passé défaire l'infanterie écossaise, et parvient à les encercler et les mettre en déroute. La bataille s'achève par une indéniable victoire écossaise, qui assure la mainmise de Bruce sur le trône et met fin à la présence anglaise en Écosse, à l'exception notable de Berwick-upon-Tweed.
Après la bataille de Bannockburn, Keith continue à servir loyalement Robert Bruce et défend diplomatiquement les intérêts écossais. En 1320, il est l'un des signataires de la déclaration d'Arbroath, qui confirme au pape Jean XXII le statut de l'Écosse en tant que nation indépendante. Par la suite, le maréchal est missionné en Angleterre où il signe à l'été 1323 une trêve de 13 ans avec le roi Édouard II. Il fait ensuite partie de la délégation écossaise envoyée en France en avril 1326 pour renégocier les termes de la Auld Alliance avec le roi Charles IV lors du traité de Corbeil. Lorsque Robert Bruce meurt en 1329, Robert Keith reste loyal envers son fils et successeur David II. Trois ans plus tard, le trône de David est menacé par le prétendant Édouard Balliol. Robert Keith est présent au sein de l'armée levée en hâte par le régent Donald II de Mar pour repousser les rebelles. La bataille décisive a lieu le 11 août 1332 à Dupplin Moor : le maréchal figure parmi les nombreuses victimes au sein du camp de David II.